# 2.0
2.0 – drugi album studyjny polskiej grupy hip-hopowej Chillwagon. Został wydany 18 grudnia 2020 roku nakładem wytwórni Chillwagon.co. Single zostały wydane na kanale „chillwagon” w serwisie YouTube.
Album trafił na 8. miejsce zestawienia OLiS, oraz uzyskał status platynowej płyty sprzedając się w nakładzie 30 tysięcy egzemplarzy.

## Lista utworów
| CD 1 1. „Pierwiastki” – 3:27 2. „Huśtawka” – 4:27 3. „Power Rangers” – 2:16 4. „Battle Royale” – 2:25 5. „Jumper” – 2:59 6. „Thailive” – 3:09 7. „Szyny były złe” – 1:48 8. „Skrzydło” – 3:06 9. „Będzie za mną tęsknił blok” – 3:01 10. „Sianko” – 3:28 11. „Jacuzzi” – 2:38 12. „Brudny styl” – 2:21 13. „David Hustlehoff” – 2:58 14. „Poyebane” – 2:23 15. „Robale” – 2:28 |  | CD 2 1. „Bengier” – 2:40 2. „Jeden Jeden” – 2:49 3. „Squo” – 2:15 4. „Numer o trapowaniu” – 2:52 5. „Zbastuj bajerke” – 2:16 6. „Ciężko jest lekko zryć” – 1:50 7. „Puetfal” – 3:11 8. „Ziarnko do ziarnka” – 3:08 9. „Stephano Kumpel” – 2:12 10. „Co tam słychać” – 1:59 11. „Nic nie wiadomo” – 1:33 12. „Nowy szlagier” – 2:07 13. „Huawei” – 2:05 14. „Hiphop” – 1:59 15. „Jeżyk” – 2:05 |